# Червоная Диброва (Черновицкая область)
Червоная Диброва (укр. Червона Діброва) — село в Глыбокской поселковой общине Черновицкого района Черновицкой области Украины.
До 2020 года входило в Глыбокский район
Население по переписи 2001 года составляло 659 человек. Телефонный код — 3734. Код КОАТУУ — 7321084202.